# Defazare (Star Trek: Generația următoare)
„Defazare” (titlu original: „The Next Phase”) este al 24-lea episod din al cincilea sezon al serialului TV american științifico-fantastic Star Trek: Generația următoare și al 124-lea episod în total. A avut premiera la 18 mai 1992.
Episodul a fost regizat de David Carson după un scenariu de Ronald D. Moore.

## Prezentare
Un accident de teleportare îi defazează pe Geordi și pe aspirantul Ro; în timp ce ceilalți le pregătesc ceremonia funerară, ei trebuie să găsească o cale de a anula procesul de defazare și de a salva nava USS Enterprise de la distrugere. 

## Actori ocazionali
- Michelle Forbes - Ens. Ro Laren
- Thomas Kopache - Mirok
- Susanna Thompson - Varel
- Shelby Leverington - Brossmer
- Brian Cousins - Parem
- Kenneth Meseroll - McDowell